# Grapillon
Pour l’article homonyme, voir Col du Grapillon.
Grapillon est une marque suisse de boisson à base de raisin rouge, légèrement gazéifiée.

## Histoire
Schenk, producteur vinicole rollois, créa en décembre 1944 la société Grapillon SA, chargée d'élaborer et de mettre en bouteille un jus de raisin sans alcool. L'idée était d'offrir à la population une boisson que le rationnement leur aurait interdit pendant la guerre. La marque fut exportée dès 1949, d'abord en Belgique, au Danemark, en Suède et en Angleterre (et ensuite jusqu'au Moyen-Orient et au Japon), notamment grâce à la renommée de son distributeur, Rivella. Sa publicité était dessinée par Victor Ruzo.
Devant la baisse de ses ventes (3 à 4 millions de bouteilles par année contre le double auparavant) et une image de la marque devenant désuète, la société Schenk modifia la recette de sa boisson en 2009. Le jus de fruits devint un nectar par mesure d'économie. Le dessin des étiquettes fut également modernisé.

## Composition
Grapillon, jus de fruit jusqu'en 2009, est depuis un nectar composé de 50 % de jus de raisins rouges et de sucre de raisin.

### Composition nutritionnelle
- Énergie : 286 kJ (67 kcal)
- Protéines : < 0.5 g/l
- Hydrates de carbone : 16 g/l
- Lipides : < 0.5 g/l[1]

## Présentation
Grapillon existe en bouteilles en verre d'1 litre et de 20 cl destinées à la restauration et en bouteilles en verre de 75 cl pour les commerces.